# 新座頭市・破れ!唐人剣
『新座頭市・破れ！唐人剣』（しんざとういち・やぶれとうじんけん）は、1971年の日本、香港の合作映画。勝新太郎の代表作、座頭市シリーズの第22作にして、香港のトップスター、ジミー・ウォングの代表作、片腕必殺剣（獨臂刀）シリーズの第3作という側面を持つ、クロスオーバー作品である

## 概要
香港映画のカンフースター、ジミー・ウォングを招き、言葉の違いによる壁と、それを超えた人間同士のつながりについて、座頭市ならではのヒューマニズムで描いた。日中アクション映画のアイドルが出演するイースト・ミーツ・イーストものとして海外でも人気があるが、座頭市作品としては異色の一作である。当初、相手役はブルース・リーの予定だったが、勝新太郎が「ブルース・リーって誰だ？」と、当時はまだ香港でも「ドラゴン危機一発」公開前であるため、当然、ブルース・リーは日本では無名。そのため「俺がそんな無名な俳優と組めるか！香港でトップは誰だ？」となり、ジミー・ウォングがキャスティングされたという経緯がある。

## 香港版
本作は勝プロと香港ゴールデン・ハーベスト社との合作映画で世界配給は勝プロ、中国語圏および東南アジア諸国の配給はゴールデン・ハーベストが行った。香港版はジミー・ウォング、勝新太郎のダブル主演作品として公開された。巷間伝えられている、座頭市敗北版である。
以下、主な日本版との相違点である。
- タイトル前の座頭市と斬られ役との立ち回りシーンの全面カット。
- 座頭市が旅路を行くタイトルバックの全面カット。
- オープニングはゴールデン・ハーベストのカンパニーロゴに続いてマカロニ・ウェスタン風のタイトルバックに『中日両大巨星大合演(日中2大スター共演)』、『王羽 飾 獨臂刀』、『勝新太郎 飾 盲侠』『獨臂刀大戦盲侠』と紹介され、最後は『導演(監督)黄銘・安田公義』とクレジットされ、本編に切り替わる。
- ファーストシーンから王羽が登場するが、役名は日本版と違い、『獨臂刀』シリーズの主人公同様、「方剛(ファン・カン)」である。
- 登場人物は全て北京語で話す。
- 座頭市の名前は「李大侠」に変わっている。
- てんぷくトリオと座頭市の絡みは全面カット。
- ラストは座頭市ではなく、獨臂刀が勝つ。
- 日本版では二人が斬り合った末に座頭市が膝を突き、獨臂刀が彼に対して「惜しい」と独白し勝利したかに見えたが崩れ落ち、ようやく座頭市が立ち上がって逆転勝利を収める。香港版は獨臂刀が浜木綿子扮する遊女に座頭市を介抱するように言い残し、そのまま立ち去り、『劇終』のエンドタイトル。
- ラストショットのカメラアングルは日本版に準拠している。
- ラストの勝者の行り以外に香港版独自の撮り下ろしシーンはない。

以上、主な相違点であるが、この香港版は版権が現在、混乱しており、公立のフィルムアーカイブで上映用プリントが確認されているだけである。
実質的な製作をした勝プロの常務だった眞田正典は本作の製作進行を担当、ラストシーンは組合の労働時間の関係で香港版はいい加減に撮影し、現像後、当該シーンのフィルムはネガごとゴールデン・ハーベストに引き渡したと証言している。
日本、香港、両版共に勝敗が決しただけで、互いに絶命には至っていない。
本作の主人公の名前は『方剛』であることから、オリジナルシリーズの製作会社ショウ・ブラザースから訴訟を含め、さまざまな妨害措置をとられた。その1つがオリジナルの監督チャン・チェがデビッド・チャン、ティ・ロン主演で製作した『新・片腕必殺剣』である
幻ではあるが、座頭市唯一の黒星である。

## 見どころ
座頭市とジミー・ウォングとの対決が本作最大の見どころである。またお色気シーンは控えめなものの、殺陣によるゴアシーンの凄みは増し、ダークヒーローものにふさわしい味わいとなっている。東西芸人が出演し、劇中で余興を見せてくれるのも本シリーズ後期作品における魅力のひとつであるが、本作ではてんぷくトリオが出演し、座頭市との滑稽なやりとりを楽しむことができる。

## スタッフ
- 制作：勝新太郎
- 制作補：西岡弘善
- 原作：子母沢寛
- 脚本：安田公義、山田隆之
- 監督：安田公義
- 撮影：牧浦地志
- 美術：西岡善信
- 音楽：冨田勲
- 編集：谷口登志夫

## キャスト
- 座頭市：勝新太郎
- 王剛(ワンカン)：王羽(ジミー・ウォング)
- お仙：浜木綿子
- お米：寺田路恵
- 覚全：南原宏治
- 石川藤兵ヱ：安部徹
- 和尚：佐々木孝丸
- 与作：花沢徳衛
- 波の市：三波伸介
- 新七：伊東四朗
- 亀：戸塚睦夫

## 併映作品
- 『男の世界』: (日活)